# Sebaea pusilla
Sebaea pusilla är en gentianaväxtart som beskrevs av Adelbert von Chamisso. Sebaea pusilla ingår i släktet Sebaea och familjen gentianaväxter. Inga underarter finns listade i Catalogue of Life.